# كأس تونس للكرة الطائرة للرجال 2023–24
كأس تونس للكرة الطائرة للرجال 2023-2024 هو الموسم رقم 68 من كأس تونس للكرة الطائرة للرجال.
فاز بهذا الموسم الترجي الرياضي التونسي.

## روابط خارجية
- الموقع الرسمي للجامعة التونسية للكرة الطائرة.